# Dynastie des Sumra
La dynastie des Sumra ou des Soomra a régné sur le Sind de 1026 à 1351.
En 1010 Mahmud de Ghazni prend Lahore, ce qui lui assure la maîtrise du bassin de l’Indus. Il capture à Multân le gouverneur ismaïlien. Après le dernier raid de Mahmud de Ghazni en 1026, un Ismaïlien nommé Khafif fonde alors la dynastie des Sumra, qui dirige le Sind jusqu’en 1352. En 1051, un dénommé Sumra se révolte contre les Ghaznévides et se rend indépendant. Quand le ghuride Muhammad ibn Sam prend Multân en 1175-1179, Les Sumra sont contraints de se replier sur Thatta, qui devient leur capitale. En 1182, Muhammad ibn Sam prend Debal et fait des Sumra ses vassaux. En 1351, les Sumra sont supplantés par la dynastie sunnite des Samma. 

## Sources
- The History of India, par Henry Miers Elliot, John Dowson Publié par Trübner, 1867